# グランドスラム・ウランバートル2022
グランドスラム・ウランバートル2022は、2022年6月24日から26日の3日間にわたって、モンゴルのウランバートルで開催される予定の柔道の国際大会。モンゴルでのIJFワールド柔道ツアーは、2016年にグランプリ・ウランバートルが開催されて以来6年ぶりとなった。また、グランプリ大会からグランドスラム大会に格上げされた。

## 大会結果

### 男子
| 階級        | 金                               | 銀                               | 銅                                              |
| ----------- | -------------------------------- | -------------------------------- | ----------------------------------------------- |
| 60kg以下級  | 永山竜樹                         | 楊勇緯                           | エンフタイバン・スミヤバザル イ・ハリム         |
| 66kg以下級  | バトグトフ・エルヘムバヤル       | ソドエルデネ・グンジンルハム     | ヨンドンペレンレイ・バスフー IJF ヤゴ・アブラゼ |
| 73kg以下級  | IJF マフマドベク・マフマドベコフ | ツェンドオチル・ツォグトバータル | オビドホン・ノモノフ トハル・ブトブル           |
| 81kg以下級  | 李俊奐                           | シャミル・ボルチャシビリ         | 永瀬貴規 フランク・デ・ウィット                 |
| 90kg以下級  | IJF ミハイル・イゴルニコフ       | ダブラト・ボボノフ               | ノエル・ファントエンド ディダル・ハムザ         |
| 100kg以下級 | IJF マトベイ・カニコフスキー     | ジョルジ・フォンセカ             | ミハエル・コレル ピーター・パルチック           |
| 100kg超級   | IJF イナル・タソエフ             | ロイ・メイヤー                   | 小川雄勢 アディル・オラズバエフ                 |

### 女子
| 階級       | 金                             | 銀                             | 銅                                                        |
| ---------- | ------------------------------ | ------------------------------ | --------------------------------------------------------- |
| 48kg以下級 | 角田夏実                       | ガンバータル・ナランツェツェグ | アビバ・アブジャキノワ イ・ヘギョン                       |
| 52kg以下級 | ディヨラ・ケルディヨロワ       | IJF アレシャ・クズネツォワ     | ビシュレルト・ホルロードイ チョン・エリン                 |
| 57kg以下級 | ルハグバトゴー・エンフリーレン | IJF ダリア・クルボンママドワ   | ムンフツェデフ・イチンホルロー ティムナ・ネルソン＝レヴィ |
| 63kg以下級 | 鍋倉那美                       | ギリ・シャリル                 | ブリジタ・バルガ IJF カミラ・バドゥロワ                   |
| 70kg以下級 | IJF マディナ・タイマゾワ       | 大野陽子                       | ミリアム・ブトケライト グルノザ・マトニヤゾワ             |
| 78kg以下級 | 梅木真美                       | インバル・ラニル               | オトゴンバヤル・フスレン アリナ・ベーム                   |
| 78kg超級   | ラズ・ヘルシュコ               | アマルサイハン・アディヤスレン | カミラ・ベルリカシュ キム・ハユン                         |

## 各国メダル数
| 順 | 国・地域             | 金 | 銀 | 銅 | 計 |
| -- | -------------------- | -- | -- | -- | -- |
| 1  | IJF                  | 5  | 2  | 2  | 9  |
| 2  | 日本                 | 4  | 1  | 2  | 7  |
| 3  | モンゴル             | 2  | 4  | 5  | 11 |
| 4  | イスラエル           | 1  | 2  | 3  | 6  |
| 5  | ウズベキスタン       | 1  | 1  | 2  | 4  |
| 6  | 韓国                 | 1  | 0  | 4  | 5  |
| 7  | オランダ             | 0  | 1  | 3  | 4  |
| 8  | オーストリア         | 0  | 1  | 0  | 1  |
| 8  | ポルトガル           | 0  | 0  | 2  | 2  |
| 8  | チャイニーズタイペイ | 0  | 0  | 1  | 1  |
| 11 | カザフスタン         | 0  | 0  | 4  | 4  |
| 12 | ドイツ               | 0  | 0  | 2  | 2  |
| 13 | ハンガリー           | 0  | 0  | 1  | 1  |

## ロシアとベラルーシの大会参加を巡って
IJFはパリオリンピックに向けたポイント争いの開始となる2022年の今大会から、ロシアによるウクライナへの軍事侵攻で大会参加が中断されていたロシアとベラルーシの選手が、IJF名義による中立の立場で参加することを認めた。31にも上る夏季オリンピック競技団体の中で、ロシア大統領のウラジーミル・プーチンと長年に渡って友好関係を築いてきたマリウス・ビゼール率いるIJFのみが、中立という立場ながらも容認する格好となった。IJF会長のビゼールは、「柔道は教育のスポーツ。政治的な干渉や、いかなる形の差別も常に避けるよう努力してきた」と、この決定について事情を説明した。一方で、ウクライナの元世界チャンピオンであるゲオルグリー・ザンタラヤはこの決定を強く非難するとともに、いかなる形にせよロシアの参加を認めるなら、自分が今まで獲得してきた世界チャンピオンやその他の称号を全て放棄すると語った。さらにウクライナ柔道連盟は、ロシアとベラルーシの選手による大会出場が認められる限り、ウクライナの選手はIJFワールド柔道ツアーへの参加を拒否することを明らかにした。軍やスポーツ省から給与を得ているロシアとベラルーシの選手は中立の立場たりえず、さらに、IOCもロシアとベラルーシの選手の除外を推奨しているにもかかわらず彼らの大会参加を認めることは、以ての外だとしている。なお、今大会にIJF名義で出場したロシア選手のうち、11名がロシア軍に直接関連していると、ウクライナ柔道連盟は指摘した。これに対して、IJFは前言を繰り返してウクライナの要求を退けた。

## 外部サイト
- Grand Slam Ulaanbaatar